# Андријана Митровић
Андријана Митровић (Лесковац, 16. децембар 1980) српска је песникиња, ПР менаџер и бивши инжењер технологије.

## Биографија
Рани живот и образовање
Рођена је у Лесковцу, где је завршила основну и средњу школу и факултет. Дипломирала је на Технолошком факултету Универзитета у Нишу, на смеру хемијско и биохемијско инжењерство. Поред студија, била је и борац за студентска права, залажући се за бољи положај колега у домовима, њихово активно учествовање у доношењу одлука на нивоу факултета и креирању тадашњег Нацрта Закона о високом образовању. У студенстком периоду је почела да се излаже јавном наступу, организацији догађаја и лидерству. 
Kаријера
Своју професионалну каријеру започела је као технолог у производњи, најпре у кондиторској, а касније и у хемијској индустрији. Током тог периода била је и руководилац тима за управљање системом квалитета.   
Kаријерни заокрет направила је 2017. године, када одлучује да промени професију и упише Бизнис академију на смеру односи са јавношћу. 
Између ова два потпуно различита каријерна правца, Андријана се према личном афинитету, бавила различитим пословима, истраживајући на тај начин и своје сопствене потенцијале. 
Радила је у цивилном сектору на пројектима из области младих, бавила се истраживањем ставова јавности, развијањем и спровођењем пројеката (од којих су неки били међународни), евалуацијом спроведених пројеката, израдом различитих публикација (билтена, есеја, истраживачких радова), држањем семинара, наступом у медијима, организовањем јавних догађаја, модерирањем итд. 
У периоду од 2014. до 2017. године озбиљније се посвећује и свом хобију (писању и интерпретирању ауторске поезије), објављује збирку поезије Путоказ за луталицу, осваја награде на песничким такмичењима и од Српске духовне академије добија награду Повеља за објављену књигу и допринос српској поезији и књижевности. 
По завршетку Бизнис академије, 2019. године, током које израђује око 40 студија случаја за бизнис проблеме, а и због стеченог искуства у јавном наступу, оснива своју агенцију за односе са јавношћу, маркетинг и комуникације и почиње да се бави предузетништвом. 
Из алтруистичких мотива дели своје стручно знање кроз блогове на свом сајту, али и као „гост блогер” за друге портале. Поред стручних, почиње да пише и блогове из области личног развоја, бавећи се психолошким и духовним темама. 
Од 2021. до 2023. живи у Новом Саду где се придружује авангардној новосадској групи песника и уметника, која се у оквиру месечног догађаја Поетариум окупља ради уживања у поезији и музици. Андријана је била редовни учесник, представљајући ауторске и стихове омиљених песника. Упоредо повећава колекцију својих видео наступа и спотова на Ју тубе каналу. Учествује и на Магичним вечерима поезије и плеса у Београду, где обједињује поезију и плесне кораке у кабаретски наступ. 
Често наступа на књижевним фестивалима, на промоцијама књижевног стваралаштва разних мултимедијалних уметника и интерпретира њихове стихове кроз аудио поезију на интернету.
Њене песме су заступљене у домаћим и међународним часописима (Помак, Наше стварање, Суштина поетике, Звездани колодвор) и поетским зборницима (Гарави сокак, Поетозофија, Поезија Срб...). 
Од 2024. године се пресељава у Суботицу и наставља да се бави предузетништвом и промоцијом поезије. Удата је и има двоје деце. У слободно време воли да путује са породицом и бави се рекреацијом.

## Награде и признања
Добитница је више награда на песничким сусретима, како по оцени жирија, тако и по оцени публике, као и Повеље за допринос српској поезији, књижевности, култури и духовности, посебно за књигу песама Путоказ за луталицу, Српска духовна академија у Параћину 2017.